# Малое Восное
Малое Восное — деревня (бывш. село) в Устюженском районе Вологодской области. Административный центр Залесского сельского поселения.
С точки зрения административно-территориального деления — центр Залесского сельсовета.
Расстояние по автодороге до районного центра Устюжны — 26 км. Ближайшие населённые пункты — Залесье, Зыково, Малая Дубровочка.

## История
Смежно с селом располагались усадьба и погост с тем же названием.
Согласно "Памятной книжке Новгородской губернии" за 1858 год в селе Малое Восное была церковь Преображения Господня 1765 года постройки, к которой относилось 54 десятины земли.
В конце XIX и начале XX века село административно относилась к Маловосновской сельской общине, Маловосновской волости Устюженского уезда Новгородской губернии. Погост относился к церковной земле, усадьба принадлежала М.С. Батюшковой.
К Маловосновскому сельскому обществу также относились деревня Зыково.
Согласно "Списку населенных мест Новгородской губернии за 1911 г." в селе было 40 занятых постройками дворовых мест, на которых было 56 жилых строений. Жителей обоего пола - 195 человек (мужчин - 94, женщин - 101). Главное занятие жителей - земледелие, подсобное занятие - отхожий промысел. Ближайший водоем - пруд. В селе имелась приходская церковь, земская школа (учитель - С. Нечаев - выпускник Александровской учительской школы в Новгороде), хлебо-запасной магазин, мелочная лавка, овчинное заведение.
На погосте числилось 4 дворовых места с 4 жилыми домами. Жителей было 10 человек (мужчин - 5, женщин - 5). Главное занятие жителей - церковная служба, подсобное занятие - земледелие.
Усадьба принадлежала М.С. Батюшковой (на 1895 год - Владимиру Яковлевичу Батюшкову и сдавалась в аренду на 9 лет - И.И. Васбудскому) В ней числилось 4 жилых строения и 6 - хозпостройки, проживало 8 человек (мужчин - 5, женщин - 3) Главное занятие жителей - сыроварение, подсобное занятие - земледелие.
Согласно "Материалам для оценки фабрик и заводов. Устюжнский и Валдайский уезды. - 1902 год" в селе Малое Восное находился винокуренный завод, принадлежавший Батюшкову Владимиру Яковлевичу.
В ноябре 1939 года, решением Оргкомитета Президиума Верховного Совета РСФСР, была закрыта Маловосновская церковь Преображения Господня.

## Демография
Население по данным переписи 2002 года — 301 человек (155 мужчин, 146 женщин). Преобладающая национальность — русские (98 %).